# Monument à Laurent Mourguet
Monument à Laurent Mourguet est un monument conçu par l'architecte Charles Meysson, sculpté par François Girardet (buste) et par Pierre Aubert (piédestal) et inauguré le 21 avril 1912, avenue du Doyenné dans le 5e arrondissement de Lyon en France.
Le buste représente Laurent Mourguet, le créateur de Guignol.